# 小淵砂丘

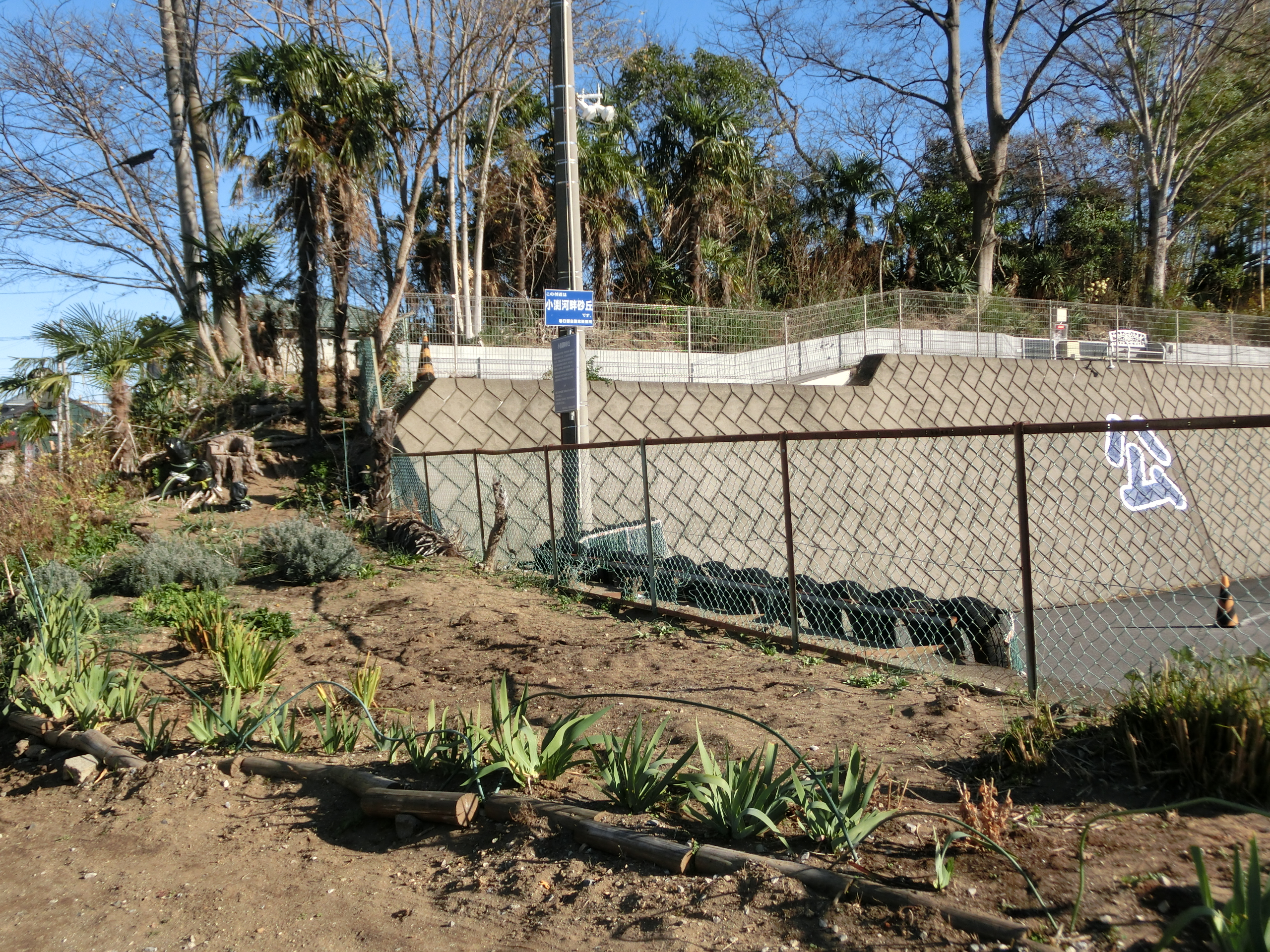
小淵砂丘（春日部自動車教習所付近）

小淵砂丘（こぶちさきゅう）は、埼玉県春日部市小渕地区に所在する河畔砂丘。中川低地の河畔砂丘群の1つである。

## 概要
小淵砂丘は河畔砂丘（内陸砂丘）に区分される砂丘群である。砂丘は旧利根川（現：大落古利根川）の旧河道東岸（左岸）沿いに北葛飾郡杉戸町大字本郷から春日部市小渕にかけ所在している。3列の河畔砂丘が発達しており、Ⅰは長さ700 m・幅65 m・標高18.1 m（Ⅰの北端、小淵砂丘最高点）で直線状の平面形態となっている。Ⅰは南へ向かうほど標高が下がり、南端の標高は8.7 mである。高さ（東側の低地との比高）は9.7 mである。Ⅱは長さ1,300 m・幅65 m・標高15.8 m（春日部自動車教習所付近）で、ゆるく湾曲した平面形態となっており、小淵砂丘の中では一番規模が大きくなっている。Ⅱも南へ向かうほど標高が下がり、国道16号岩槻春日部バイパス付近では標高8.2 mとなっている。ⅢはⅠ・Ⅱの北に位置し、砂丘列のほぼ真ん中で北側と南側の２つに分かれ、北側は長さ500 m・幅50 m、南側は長さ550 m・幅50 m・標高は10 mの等高線で囲まれた地域が該当し、大落古利根川の流路左岸に沿い、湾曲した平面形態になっている。ⅠとⅡはそれぞれ砂丘列の北側で繋がって（合流して）おり、北北西から南南東へと発達している。砂質としては他の河畔砂丘と比較し磁鉄鉱の割合がやや多く、全砂粒分析では全体的に軽石粒が多くなっている。地下の状態は地表下2.6 mまでは中粒砂層が連続していて、ここまでが風成層となっている。地表下2.7 mからは軽石粒が多くなり砂粒が粗くなるが、ここより下位が水成砂となっている。
砂丘の形成時期に関しては、おおよそ平安時代以降と推定されている。砂丘列Ⅰの東側の自然堤防上に位置する地点にて1956年（昭和31年）淨春院の東南、小渕1002番地で砂丘を崩した跡を畑地（農地）にする作業が行われていた際に奈良時代のものである可能性の高い須恵器大瓶が発見された。砂丘列Ⅰの東側に位置するこの周辺は土師器や須恵器の散布地となっていて、発見される土器は小破片であるものの特徴から奈良時代・平安時代のものとみられている。これら土器の分布範囲も広く、この場所には東側に位置する低地を農業基盤とする大規模な集落跡の存在も推定されている。この遺跡は砂丘砂の下の自然堤防の土層から出土したとみられている。砂丘列Ⅲでは1989年（平成元年）1月に野尻湖友の会埼玉支部が砂丘列中央部の列が二分されている地点で発掘調査を行っている。この際には砂丘砂の下位に位置する河川砂から須恵器が出土し、この土器は大瓶の一部と坏であり、どちらも10世紀初頭平安時代のものであるとされている。
なお、砂丘は「不二山砂丘」とも称され、砂丘上に所在している不二山浄春院に名を見ることができる。綴りに関しても「小渕砂丘」と書かれることもある。また、砂丘の一部は春日部自動車教習所によって保存活動が行われており、教習コースの裏手に当たる丘の上に砂丘の見学通路が整備されている。

## 周辺

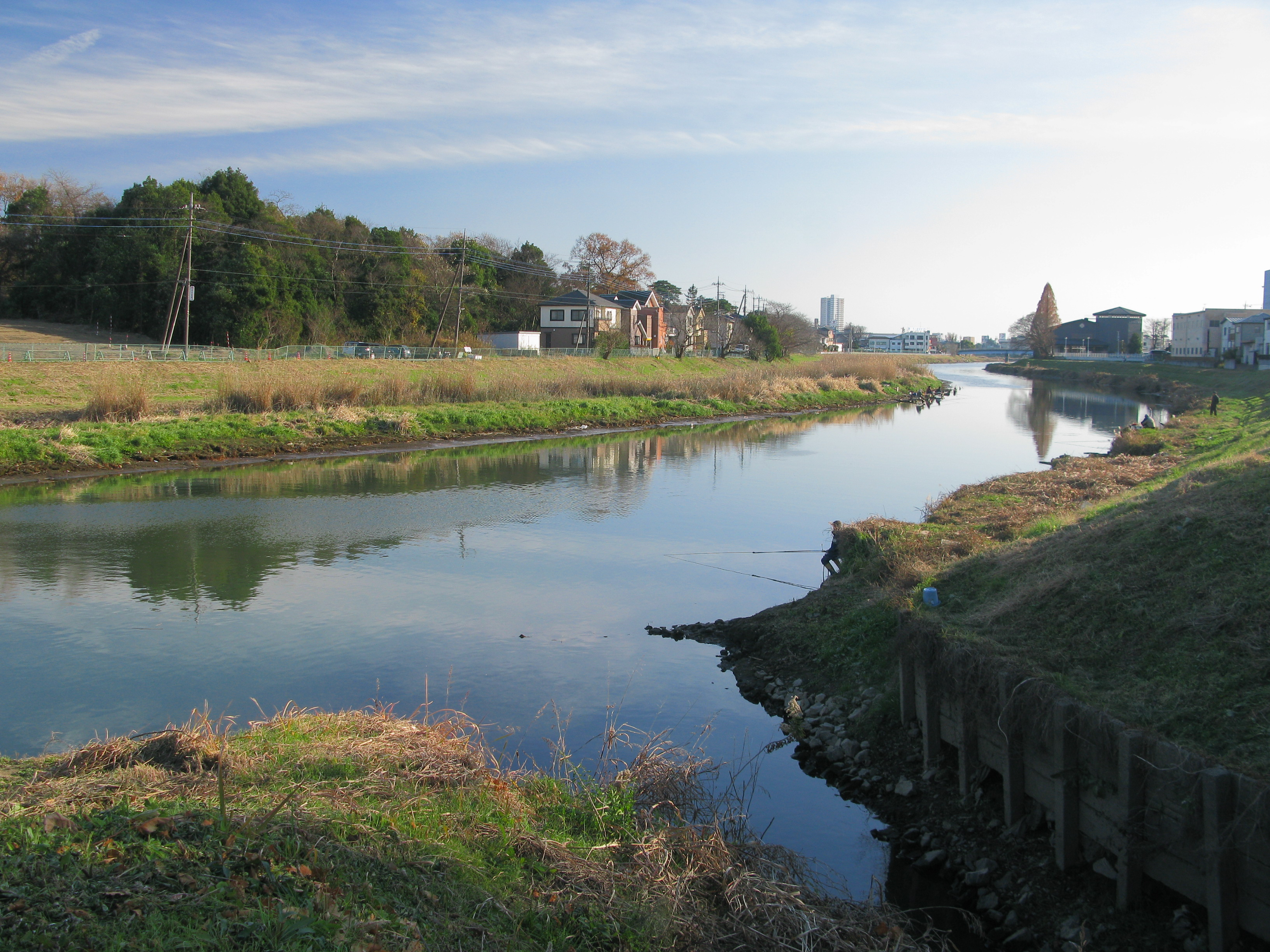
笠原沼落の合流点より望む小淵砂丘（左手奥）

- 大落古利根川
- 姫宮落川
- 笠原沼落
- 国道4号（日光街道）
- 春日部市立小渕小学校
- 鷲神社
- 不二山浄春院
- 春日部自動車教習所
- 観音院
- 埼玉県道85号春日部久喜線